# Ісмаїл-шах
Ісмаїл-шах (д/н — 1557) — 17-й султан Кашміру в 1540 і 1555—1557 роках.

## Життєпис

### Перше панування
Походив з династії Сваті (Шах-Міри). Син султана Мухаммед-шаха. 1540 року після смерті брата Шамс ад-Дін-шаха II успадкував владу. Втім фактичним правителем був його візир Каджі Чака (тесть султана). Останній доклав зусиль щодо відродження господарства країни після тривалих війн і голоду. Йому також довелося придушити заколот знаті проти себе. За цим розділив Кашмір між собою, Сайїдом Ібрагімом і султаном.
В цей час Абдал Магре і Регі Чака (вороги Каджі Чака), що втекти до Пенджабу, звернулися до Мірзи Мухаммед-Гайдара, що колись завоював Кашмір для хана Могулії, а тепер перебував на службі могольського падишаха Хумаюна, з пропозицією завоювання Кашміру. Після тривалих перемовин, затриманих війною падишаха проти Шер-Шаха, у вересні-жовтні спочатку Мірза Мухаммед-Гайдар з загоном у 400 вояків увійшов до Кашміру, а потім Хумаюн зайняв Сіялкот. Останній не отримав обіцяної підтримки, а також його власні васали не прийшли надопомогу. Тому Хумаюн залишив Кашмір.
В свою чергу Мірза Мухаммед-Гайдар з князівства Раджаурі разом з Абдулою Магре і Регі Чакі у листопаді 1540 року раптово пройшли перевалом Панч, чим захопили Каджі Чаку зненацька, деморалізувавши його прихильників. Той разом з Ісмаїл-шахом втік до султана Шер-Шаха. Мірза Мухаммед-Гайдар без бою зайняв Срінагар, де поставив султаном Назук-шаха.
1541 року Каджі Чака отримав допомогу від Шер-Шаха у 5 тис. афганської кінноти, з якою увійшов до Кашміру. Після непевної битви біля Ватанара, 13 серпня в битві біля Валіатора Каджі зазнав тяжкої поразки й спроба Ісмаїл-шаха поновитися на троні зазнала невдачі. У вересні 1544 року помер Каджі Чака, внаслідок чого головним прихильником поваленого султана став Регі Чака, що перед тим погиркався з Мірзою Мухаммед-Гайдаром. Але той 1546 року придушив спробу Регі відновити Ісмаїл-шаха на троні.

### Друге панування
1555 року після захоплення фактичної влади Газі Чакою, який повалив Ібрагім-шаха, тойЧака став візиром, а Ісмаїла-шаха знову оголошено було султаном. Протягом 1556 року Газі придушив декілька спроб своїх родичів захопити владу. Ісмаїл-шах залишався номінальним володарем. Той помер 1557 року. Трон перейшов до його сина Хабіб-шаха.